# لنگر (آلبوم کولتون دیکسون)
 «لنگر» (به انگلیسی: Anchor) دومین آلبوم استودیویی از خواننده اهل ایالات متحده آمریکا کلتون دیکسون است که در ۱۹ اوت ۲۰۱۴ منتشر شد.